# Omloop van het Waasland 2016
De 52e editie van de Belgische wielerwedstrijd Omloop van het Waasland vond plaats op 13 maart. De start en finish vonden plaats in Kemzeke. Deze editie werd gewonnen door Preben Van Hecke, gevolgd door Bert Van Lerberghe en Kevin Deltombe.

## Uitslag
| Omloop van het Waasland 2016 |                    |                                         |          |
| Plaats                       | Naam               | Ploeg                                   | Tijd     |
| Winnaar                      | Preben Van Hecke   | Topsport Vlaanderen-Baloise             | 3u48'00" |
| 2                            | Bert Van Lerberghe | Topsport Vlaanderen-Baloise             | z.t.     |
| 3                            | Kevin Deltombe     | Lotto-Soudal U23                        | z.t.     |
| 4                            | Jérôme Baugnies    | Wanty-Groupe Gobert                     | z.t.     |
| 5                            | Gijs Van Hoecke    | Topsport Vlaanderen-Baloise             | z.t.     |
| 6                            | Timothy Stevens    | Crelan-Vastgoedservice Continental Team | z.t.     |
| 7                            | Dieter Bouvry      | Roubaix Lille Métropole                 | z.t.     |
| 8                            | Brian van Goethem  | Team Roompot Elite                      | z.t.     |
| 9                            | Eliot Lietaer      | Topsport Vlaanderen-Baloise             | z.t.     |
| 10                           | Sam Lennertz       | Veranclassic-Ago                        | z.t.     |

1965 · 1966 · 1967 · 1968 · 1969 · 1970 · 1971 · 1972 · 1973 · 1974 · 1975 · 1976 · 1977 · 1978 · 1979 · 1980 · 1981 · 1982 · 1983 · 1984 · 1985 · 1986 · 1987 · 1988 · 1989 · 1990 · 1991 · 1992 · 1993 · 1994 · 1995 · 1996 · 1997 · 1998 · 1999 · 2000 · 2001 · 2002 · 2003 · 2004 · 2005 · 2006 · 2007 · 2008 · 2009 · 2010 · 2011 · 2012 · 2013 · 2014 · 2015 · 2016 · 2017 · 2018 · 2019 · 2020 · 2021 · 2022 · 2023 · 2024